# Suzy Amis
Susan Elizabeth "Suzy" Amis Cameron, född 5 januari 1962 i Oklahoma City, Oklahoma, är en amerikansk före detta skådespelare och fotomodell, numera miljöförespråkare. Hon var bland annat modell för Ford Models samt syntes som skådespelare i De misstänkta och Titanic. 2000 gifte hon sig James Cameron, och hon har på senare verkat som aktivist och entreprenör inom miljörelaterade verksamheter.

## Biografi
Amis växte upp en religiöst färgad familj i Oklahoma.

### Modell och skådespelare
Amis arbetade först som fotomodell innan hon blev skådespelare under 1980-talet. Bland annat arbetade hon för Ford Models.
Suzy Amis filmdebut skedde i Fandango 1985. Hon har också haft roller i De misstänkta och i Titanic, där hon spelade Lizzy Calvert – barnbarn till Rose Calvert (DeWitt Bukater) spelad av Gloria Stuart. 
Totalt syntes Amis under karriären i ett 25-tal filmer.

### Senare år
Amis avslutade skådespelarkarriären i slutet av 1990-talet, i och med filmen Judgment Day. Därefter har hon helt och hållet ägnat sig åt miljöfrågor. Hon grundade 2005 MUSE School CA, en regional, oberoende, ideell skola i Calabasas i Kalifornien, norr om Los Angeles, tillsammans med sin syster, Rebecca Amis. Detta var landets första veganska K-12-skola med ett 100-procentigt  växtbaserat lunchprogram. Dessutom driver skolan nolltolerans mot avfall och är 100 % soldrivet.
År 2009 grundade Amis Cameron Red Carpet Green Dress. Detta är ett initiativ som globalt visat sig som ett hållbart miljömode på den röda mattan på Oscarsgalan. 
2014 arbetade Amis Cameron, med sin man James Cameron och affärsmannen och miljöfilantropen Craig McCaw, för Food Choice Taskforce. Detta är en organisation som fokuserar på att påvisa djurlivets inverkan på klimatförändringarna och miljön.

### Privatliv
Amis har tidigare varit gift med skådespelaren Sam Robards (son till Jason Robards och Lauren Bacall). Tillsammans fick de en son.
Sedan 2000 är Amis gift med James Cameron, som hon träffade under inspelningen av Titanic. De har tre döttrar tillsammans.

## Filmografi i urval
- 1984 – Miami Vice (TV-serie)
- 1985 – Fandango
- 1987 – Med livet som insats
- 1989 – Twister
- 1990 – Where the Heart Is
- 1993 – Se upp!
- 1995 – De misstänkta
- 1997 – Titanic
- 1999 – Judgment Day